# スクリーム/チャイルドフッド
「スクリーム / チャイルドフッド」（原題：Scream / Childhood）は、マイケル・ジャクソンのシングル。アルバム『HIStory』からの先行シングル。

## Scream
「Scream」は、妹のジャネット・ジャクソンとのデュエット曲。プロデューサーはジャネットと当時タッグを組んでいたジャム&ルイス。
ニュージーランドやフィンランド、スペイン、ハンガリー、イタリア、ジンバブエで1位を獲得した。
ショートフィルムの監督はマーク・ロマネク、当時最先端のCGを全面に駆使したショートフィルムには、約700万ドルの巨額費用がかけられ、ギネス・ワールド・レコーズにも「史上最も費用のかかったPV」として認定されているが、マーク・ロマネクはさらにコストがかけられたビデオが2本存在すると反論している。MTV Video Music Awardsでは3部門を受賞。
モノクロな世界の中にSF世界が描かれ、マイケルの激しい叫びが効果的に用いられている。『バビル2世（1992年版OVA)』、『赤い光弾ジリオン』、『AKIRA』など、日本のアニメの映像が断片的に使用されている。
マイケルが座禅を組むシーンもある。
途中ジャネット・ジャクソンが中指を立てるシーンや「Fuckin'」と発音するところがあるが当該箇所にはノイズやモザイク処理が行われる場合がある。
2009年のマイケルの死後、MTV Video Music Awardsで行われた追悼パフォーマンスに登場したジャネットがこの曲を歌い踊り、スクリーンのマイケルと共演。その後もジャネットのコンサートツアーではセットリストに入る。

## Childhood
「Childhood」は、映画『フリー・ウィリー2』のテーマソングとなった楽曲。
ショート・フィルムは木々の間で辛そうに歌うマイケルを映し、世界各国の子供たちが空飛ぶ帆船に乗ってマイケルの上を飛んでいく。そして空飛ぶ帆船が通りすぎていく光景を地上から見ている少年が、最後に帆船へ引き上げられて乗り込んだところで終わる。
『イモータル』では「マイケル・ジャクソン THIS IS IT」内での朗読をイントロと間奏に挿入している。

## チャート
| チャート (1995年)                                               | 最高位 |
| --------------------------------------------------------------- | ------ |
| オーストラリア (ARIA)                                           | 2      |
| オーストリア (Ö3 Austria Top 40)                                | 9      |
| ベルギー (Ultratop 50 Flanders)                                 | 5      |
| ベルギー (Ultratop 50 Wallonia)                                 | 3      |
| カナダ シングル小売 (The Record)                                | 5      |
| カナダ トップシングルス (RPM)                                   | 12     |
| カナダ アダルト・コンテンポラリー (RPM)                         | 51     |
| カナダ コンテンポラリー・ヒット・ラジオ (The Record)            | 10     |
| カナダ ダンス/アーバン (RPM)                                    | 6      |
| デンマーク (トラックリステン)                                   | 2      |
| ヨーロッパ (European Hot 100)                                   | 1      |
| ヨーロッパ (European Dance Radio)                               | 1      |
| フィンランド (IFPI)                                             | 1      |
| フランス (SNEP)                                                 | 4      |
| ドイツ (GfK Entertainment charts)                               | 8      |
| ハンガリー (マハーズ)                                           | 1      |
| アイスランド (Íslenski Listinn Topp 40)                         | 33     |
| アイルランド (IRMA)                                             | 6      |
| イタリア (Musica e dischi)                                      | 1      |
| リトアニア (M-1)                                                | 1      |
| オランダ (ネーダラントス・トップ40)                             | 3      |
| オランダ (Single Top 100)                                       | 4      |
| ニュージーランド (RIANZ)                                        | 1      |
| ノルウェー (VG-lista)                                           | 2      |
| スコットランド (OCC)                                            | 6      |
| スペイン (AFYVE)                                                | 1      |
| スウェーデン (Sverigetopplistan)                                | 8      |
| スイス (シュヴァイツァー・ヒットパラーデ)                       | 3      |
| 全英シングルチャート (OCC)                                      | 3      |
| UK ダンス (OCC)                                                 | 3      |
| UK R&B (OCC)                                                    | 1      |
| UK エアプレイ (Music Week)                                      | 4      |
| US Billboard Hot 100                                            | 5      |
| US Adult Contemporary (Billboard)                               | 32     |
| US Dance Club Songs (Billboard)                                 | 1      |
| US Dance Singles Sales (Billboard) 「チャイルドフード」との合算 | 1      |
| US Hot R&B/Hip-Hop Songs (Billboard)                            | 2      |
| US Pop Airplay (Billboard)                                      | 20     |
| US Rhythmic (Billboard)                                         | 5      |
| ジンバブエ (ZIMA)                                               | 1      |

| チャート (2009年)                   | 最高位 |
| ----------------------------------- | ------ |
| スイス (Schweizer Hitparade)        | 93     |
| イギリス (OCC)                      | 70     |
| 全米 デジタル・ソングス (Billboard) | 49     |

| チャート (1995年)                                  | 順位 |
| -------------------------------------------------- | ---- |
| オーストラリア (ARIA)                              | 47   |
| ベルギー (Ultratop 50 Flanders)                    | 89   |
| ベルギー (Ultratop 50 Wallonia)                    | 30   |
| カナダ (RPM)                                       | 87   |
| ヨーロッパ (European Hot 100)                      | 36   |
| フランス (SNEP)                                    | 59   |
| ドイツ (Official German Charts)                    | 95   |
| オランダ (Dutch Top 40)                            | 89   |
| オランダ (Single Top 100)                          | 55   |
| ニュージーランド (RIANZ)                           | 22   |
| スウェーデン (Sverigetopplistan)                   | 79   |
| スイス (Schweizer Hitparade)                       | 28   |
| イギリス (OCC)                                     | 57   |
| 全米 Billboard Hot 100                             | 56   |
| 全米 ホット R&B/ヒップホップ・ソングス (Billboard) | 62   |